# Kitzmiller
Kitzmiller é uma cidade  localizada no estado americano de Maryland, no Condado de Garrett.

## Demografia
Segundo o censo americano de 2000, a sua população era de 302 habitantes.
Em 2006, foi estimada uma população de 284, um decréscimo de 18 (-6.0%).

## Geografia
De acordo com o United States Census Bureau tem uma área de
0,7 km², dos quais 0,7 km² cobertos por terra e 0,0 km² cobertos por água. Kitzmiller localiza-se a aproximadamente 540 m acima do nível do mar.

## Localidades na vizinhança
O diagrama seguinte representa as localidades num raio de 16 km ao redor de Kitzmiller.